# Zenó (militar)
Zenó (en llatí Zenon, en grec Ζήνων) fou un oficial grec al servei del rei Filip V de Macedònia.
Fou governador d'Atamània amb residència a Teion (Theium). Quan Atamània es va revoltar (190 aC) es va sostenir durant uns quants dies però es va haver de retirar. Filip va enviar noves forces al país i amb elles Zenó va ocupar Ethòpia, però va haver de retrocedir a una posició més forta quan els atamans van atacar. Fou derrotat i gran part de les seves forces van morir. Zenó amb la resta es va poder retirar cap al regne de Macedònia, segons explica Titus Livi.